# Stephanostomum tristephanum
Stephanostomum tristephanum är en plattmaskart. Stephanostomum tristephanum ingår i släktet Stephanostomum och familjen Acanthocolpidae. Inga underarter finns listade i Catalogue of Life.